# 수사학
수사학(修辭學, 그리스어: ῥητορικὴ τέχνη, 라틴어: rhetorica, 영어: rhetoric)은 설득의 수단으로 문장과 언어의 사용법, 특히 대중 연설의 기술을 연구하는 학문이다. 담론의 예술로서, 수사학으로 작가나 연사는 특정한 상황에서 특정한 청중에게 정보를 주고, 청중을 설득하며, 청중에게 동기를 부여한다. 정식 학습과 생산적인 시민적 관습으로서 수사학은 유럽 전통에서 중심적인 역할을 하였다. 가장 잘 알려진 정의는 아리스토텔레스에서 유래하였는데, 아리스토텔레스는 수사학을 논리학과 정치학을 보완하는 것으로 여기고, "어떤 주어진 상황에서든 활용할 수 있는 설득의 수단을 찾는 능력"이라고 불렀다. 수사학은 전형적으로 논증의 이해와, 발견, 발전을 위한 발견법을 제공한다. 고대 로마 시대에 처음 집대성된 수사학의 5대 규범(cannon)은 설득력 있는 연설을 설계하는 전통적인 방법을 따르며, 발견술(inventio), 배열술(dispositio), 표현술(elocutio), 기억술(memoria), 연기술(pronuntiatio)로 구성된다. 문법과 논리 (또는 변증법)와 함께 수사학은 담론의 세 가지 기술 중 하나이다.

## 용도
학자들은 고대부터 수사학의 범위에 대해 논의해 왔다. 일부 사람들은 수사학을 정치적 담론의 특정 영역으로 제한했지만 많은 현대 학자들은 수사학을 문화의 모든 측면을 포괄하도록 해방한다. 수사학에 대한 현대 연구는 고대의 경우보다 훨씬 더 다양한 영역을 다루고 있다. 고전 수사학은 법정과 집회와 같은 공공 포럼과 기관에서 효과적인 설득자로 연사를 훈련시키는 반면, 현대 수사학은 인간의 담론을 연구한다. 수사학자들은 자연 및 사회 과학, 미술, 종교, 저널리즘, 디지털 미디어, 소설, 역사, 지도 제작 및 건축을 포함한 다양한 영역의 담론을 정치 및 법률의 보다 전통적인 영역과 함께 연구했다.
고대 그리스인들은 대중의 정치 참여를 높이 평가했기 때문에 수사학은 정치에 영향을 미치는 중요한 도구로 등장했다. 결과적으로 수사학은 정치적 기원과 관련이 있다. 그러나 서구 언어의 원래 강사인 소피스트조차도 수사학에 대한 이러한 제한된 견해에 이의를 제기했다. 고르기아스와 같은 소피스트에 따르면, 성공적인 수사학자는 그 분야에서의 경험과 상관없이 어떤 주제에 대해서도 설득력 있게 말할 수 있었다. 이 방법은 수사학이 정치뿐만 아니라 모든 전문 지식을 전달하는 수단이 될 수 있음을 시사했다. 고르기아스는 신화적인 트로이의 헬레네가 흠이 없음을 증명하기 위해 자신의 쾌락을 추구함으로써 소설에 수사학을 적용하기까지 했다.
또 다른 핵심 수사학 이론가를 살펴보면 플라톤은 예술에 대한 부정적인 견해에 따라 수사학의 범위를 정의했다. 그는 소피스트들이 수사학을 진리를 발견하는 대신 기만의 수단으로 사용했다고 비판했다. 플라톤은 수사학을 법원과 집회에서 무지한 대중을 설득하는 것이라고 정의한다. 플라톤의 견해에 따르면 수사학은 단지 아첨의 한 형태일 뿐이며 요리와 유사한 기능을 하며 건강에 해로운 음식을 맛있게 만들어 바람직하지 않은 음식을 가리는 것이다. 따라서 플라톤은 아첨을 목적으로 하는 긴 산문의 연설을 수사학의 범위에 속하는 것으로 간주했다. 그러나 일부 학자들은 플라톤이 수사학을 멸시하고 대신 그의 대화를 복잡한 수사학 원칙의 극화로 보았다는 생각에 이의를 제기한다.
아리스토텔레스는 기존의 수사학 이론에 질서를 부여하면서도 수사학의 정의를 주어진 상황에서 적절한 설득 수단을 찾아내는 능력이라 하여 수사학을 정치뿐만 아니라 모든 분야에 적용할 수 있게 하였다. 수사학에 고문(고문 관행이 설득이나 강압의 한 형태라는 의미에서)이 포함되어 있다는 것을 고려할 때 수사학은 학문적 용어로만 볼 수 없다는 것이 분명하다.
수사학에 대한 현대의 신아리스토텔레스적 입장과 신소피스트적 입장은 소피스트와 아리스토텔레스 사이의 분열을 반영한다. 신아리스토텔레스주의자들은 일반적으로 수사학을 정치적 담론으로 연구하는 반면, 신소피스트적 견해는 수사학이 그렇게 제한될 수 없다고 주장한다. 신아리스토텔레스적 관점은 수사학 이론, 비평, 실천의 많은 비판적 적용을 무시하고 수사학을 제한된 분야로 제한함으로써 수사학 연구를 위협한다. 동시에 신소피스트들은 일관된 이론적 가치를 넘어서 수사학을 확장하겠다고 위협한다.
지난 세기 동안 수사학을 연구하는 사람들은 연설 텍스트를 넘어 그 대상 영역을 확장하는 경향이 있었다. 케네스 버크는 인간이 상징에서 공유된 특성과 관심사를 식별함으로써 갈등을 해결하기 위해 수사학을 사용한다고 주장했다. 본질적으로 인간은 자신 또는 다른 사람을 그룹에 할당하기 위해 식별 작업에 참여한다. 수사학을 동일시로 정의하는 것은 전략적이고 공공연한 정치적 설득에서 광범위한 출처에서 발견되는 보다 암묵적인 동일시 전술로 범위를 넓혔다.
사람들은 그들이 말하거나 의미를 생성할 때마다 수사학적 과정에 참여한다. 한 때 수행이 지식의 객관적인 테스트 및 보고에 불과한 것으로 여겨졌던 과학 분야에서도 과학자들은 연구 또는 실험이 신뢰할 수 있게 수행되었고 충분한 증거가 도출되었음을 충분히 입증함으로써 청중이 자신의 발견을 수용하도록 설득해야 한다.
20세기 전반에 걸쳐 수사학은 고등학교와 대학에 수사학 과정이 개설되면서 집중 연구 분야로 발전했다. 대중 연설 및 연설 분석과 같은 과정은 기본적인 그리스 이론을 적용할 뿐만 아니라 역사 과정 전반에 걸친 수사학적 발전을 추적한다. 수사학은 대학의 영어 학과 내에서 그리고 언어 전환과 함께 커뮤니케이션 연구 부서와 수사학 및 작문 프로그램의 출현으로 연구 분야로서 더 존경받는 명성을 얻었다. 수사학 연구는 그 범위가 확장되었으며 특히 마케팅, 정치 및 문학 분야에서 활용된다.

## 같이 보기
- 아리스토텔레스
- 에토스
- 소피스트
- 안티포네스
- 비판적 사고
- 연설